# Tikkurila (companie)
Tikkurila este o companie finlandeză care este unul dintre principalii producătorii de lacuri si vopsele din Europa.
Compania controlează 5.000 de magazine proprii în 40 de țări și deține unități de producție în Finlanda, Suedia, Estonia, Rusia, Polonia, Germania sau Ucraina.
Grupul Kemira, parte a Tikkurila, a realizat în 2007 o cifră de afaceri de 2,8 miliarde de euro și operează în 40 de țări.